# Língua yele
A língua Yele, ou Yélî Dnye (yle), é a língua da Ilha Rossel, a ilha mais oriental do Arquipélago das Luisíadas na ponta oriental da Papua-Nova Guiné. Estima-se que havia 5mil falantes da língua em 2015, compreendendo toda a população étnica. É conhecida por suas muitas consoantes duplamente articuladas.

## Classificação
A língua permanece não classificada pelos linguistas.
Por enquanto, a língua é considerada não classificável. Foi provisoriamente como isolada que pode vir a ser relacionada  às línguas isoladas Anêm e Ata da Nova Bretanha numa família provisória Yele – Nova Bretanha Ocidental), ou alternativamente mais próxima das línguas do extremo ocidental da Papua (província indonésia) da família das línguas oceânicas. Tipologicamente, é mais semelhante às oceânicas do sul da Nova Guiné do que às isoladas da Nova Bretanha. A ordem das palavras tende a ser ‘’sujeito–objeto–verbo’’] (SOV); verbo-final).
Stebbins (2018), a classifica junto à Yélî Dnye como isolad e explica que as semelhanças com as línguas austronésias se deve contato e difusão. Usher o classifica como uma língua oceânica, com correspondências sonoras regulares obscurecidas pelo desenvolvimento das consoantes duplamente articuladas.

## Fonologia
Yele tem um conjunto excepcionalmente rico de consoantes duplamente articuladas. Em quase todas as línguas do mundo que as têm, essas são consoantes lábio-velares; ou seja, são pronunciadas simultaneamente com os lábios e a parte de trás da língua, como um p e k simultâneos. No entanto, Yele é conhecido por contrastar outras posições duplamente articuladas: além de labial-velar, apresenta duas articulações distintas labio-coronal, todas como oclusivas e nasais, conforme ilustrado abaixo. Há também aproximantes duplamente articuladas: [l͡βʲ] como em lvamê}} (um tipo de bengala) e [j͡β̞]. O Yele /w̪/ é mais precisamente um [β̞͡ð̞] labial-dental, e também pode ter um alofone de [β]. Essas consoantes duplamente articuladas não contrastam com a labialização exceto no caso dos labial evelares.
As duas articulações de consoantes coronais são consoante lamina e denti-alveolar, às vezes transcritas ⟨tʸ, nʸ⟩ etc. ou simplesmente ⟨t, n⟩ etc., *sub-apical retroflexa, possivelmente variando como apical pós-alveolar, transcritas de várias maneiras ⟨ṭ, ṇ⟩ etc., ⟨ʈ, ɳ⟩ etc.Esta transcrição com símbolos IPA retroflexos não aparece em Levinson (2022), Henderson (1995) ou Henderson (2004) ou simplesmente ⟨t, etc. A palatalização ocorre em todos os pontos de articulação. As oclusivas podem ser pré-nasalizadas ou de liberação pré-nasalizadas. Ao todo, há 58 diferentes sons consoantes atestados (56 demonstradas com par mínimo sólido) e mais uma que é um tanto duvidosa. O inventário atestado é o seguinte:

## Ortografia
{⟩), em uma festa mortuária (kpaakpaa}}) e durante canções.

### Linguagem feminina
Como uma forma de discurso feminino, as mulheres evitam certas palavras, especialmente aquelas relacionadas ao mar. Em vez disso, outras palavras são substituídas.
| Termo p/ homem! Termo p/ mulher | Sugnificado        |                 |
| ------------------------------- | ------------------ | --------------- |
| ntii                            | tpili              | mar             |
| nt꞉ee                           | tpyele             | mar (locativo)  |
| nee                             | dyudu              | canoa           |
| kwede                           | kódu yââ/mtene pyu | melo melo       |
| lyé                             | pele yââ           | esteira de coco |
| mbwaa                           | tolo               | água potável    |
| Lów꞉a                           | mwada tpli pee     | Lów꞉ (uma ilha) |

### Parentes por casamento
A maioria das palavras tabu são partes do corpo, roupas ou posses carregadas. No entanto, nem todas as palavras corporais são substituídas: por exemplo, 'pescoço', 'pomo de Adão' e 'estômago' mantêm suas formas cotidianas.
| Normal   | parentes              | Significado |
| -------- | --------------------- | ----------- |
| ngwolo   | yi wuché / yi chéé dê | olho        |
| kópu     | yi kp꞉aa têdê         | palavras    |
| kêê      | yi kéépi              | mão         |
| yodo     | yi mbwene             | barriga     |
| péé      | yi mgéé               | cesto       |
| kada     | ghââ                  | diante de   |
| tpe/tpoo | yi tapa               | vagina      |

## Vocabulário
Itens de vocabulário básico selecionados em Yélî Dnye:
| gloss   | Yélî Dnye      |
| ------- | -------------- |
| ave     | ńmê; ńmo       |
| sangue  | wêê            |
| osso    | dînê           |
| seio    | ngmo           |
| ouvir   | ngweńe         |
| comer   | ma             |
| ovo     | w꞉uu           |
| olho    | ngwolo         |
| fogo    | ndê; ndyuw꞉e   |
| dar     | yeede          |
| ir      | lê; lili; nî   |
| solo    | mbwóó; têpê    |
| cabelo  | gh꞉aa          |
| cabeça  | mbodo          |
| perna   | yi             |
| piolho  | y꞉emê wee      |
| homem   | pi             |
| lua     | d꞉ââ           |
| nome    | pi             |
| um      | ngmidi         |
| caminho | maa            |
| mar     | m꞉uu           |
| céu     | mbóó; vyââ     |
| pedra   | chêêpî         |
| sol     | kââdî          |
| língua  | dêê            |
| dente   | nyóó           |
| arvore  | yi             |
| dois    | miyó           |
| água    | mbwaa; tolo    |
| mulher  | kumbwada; pyââ |

## Amostra de texto
Yélî Dnye:
Kiye w꞉ââ u pi Peetuuki, ka kwo, Doongê. Nê kuu. Daa a w꞉ââ. Nkal u w꞉ââ. Nkal ngê yinê kaa ngê. W꞉ââ dono. Pi yilî u te. U nuu u pi da tóó. Pi u lama daa tóó. M꞉iituwo Yidika, Mépé tp꞉oo mî kiye ngê. Daanté. Mépé dono ngê pyodo. Apê, W꞉ââ mbwamê nînê châpwo. Nkal ngê kwo, "Up꞉o" . W꞉ââ mî mbêpê wo, chii mênê. Mépé ngê w꞉ââ mbwamê mêdîpê châpwo. Awêde ka kwo, Doongê. Pi maa daa t꞉a. A danêmbum u dî.
Yélî Dnye em International Phonetic Alphabet:
ˈki.ɛ w̪ɑ̃ː u pi ˈpɛːt̪uːɡi | kæ kʷɔ | ˈʈɔːŋə̃ || ɳə̃ kuː || ʈæː æ w̪ɑ̃ː || ŋɡæl u w̪ɑ̃ː || ŋɡæl ŋə̃ ˈjiɳə̃ kæː ŋə̃ || w̪ɑ̃ː ˈʈɔɳɔ̃ || pi ˈjilɯ u t̪ɛ || u ɳuː u pi ʈæ t̪oː || pi u ˈlæmæ̃ ʈæː t̪oː || ˈmĩːt̪u.ɔ ˈjiɽiˈɡæ | ˈmebe t̪͡pɔ̃ː mɯ̃ ˈki.ɛ ŋə̃ || ˈʈæːn̪d̪e || ˈmebe ʈɔˈɳɔ̃ ŋə̃ ˈpʲɔɽɔ || ˈæbə | w̪ɑ̃ː ˈmbʷæmə̃ ˈɳɯ̃ɳə̃ ˈt͡ɕɑbʷɔ || ŋɡæl ŋə̃ kʷɔ | ˈubɔ̃ || w̪ɑ̃ː mɯ̃ ˈmbəbə w̪ɔ | t͡ɕiː ˈmə̃ɳə̃ || meˈbe ŋə̃ w̪ɑ̃ː ˈmbʷæmə̃ ˈməɽɯbə ˈt͡ɕɑbʷɔ || æˈw̪əɽɛ kæ kʷɔ | ˈʈɔːŋə̃ || pi mæː ʈæː t̪æ̃ || æ ˈʈæɳə̃mbum u ʈɯ ||
Tradução
O cão selvagem é chamado de "Peetuuki", e ele vive em Doongê. Não tem nada a ver comigo. Não é meu cão. É o cão de Nkal. Ele o criou. É um cão mau. Ele morde todo mundo. Ele não gosta de ninguém. Recentemente, ele mordeu o filho de Mépé, Yidika. Ele realmente o mordeu com força. Mépé ficou muito bravo e disse: "Vou matar aquele cão". O cão fugiu para o mato, então Mépé não conseguiu matá-lo. Então agora ele ainda está lá em Doongê, então não há uma estrada segura por lá. Esse é o fim da minha história. (SIL 1992/2004)

## Ligaçõs externas
- Levinson, Stephen C. (6 de junho de 2022). A Grammar of Yélî Dnye (em inglês). [S.l.]: De Gruyter Mouton. ISBN 978-3-11-073385-3. doi:10.1515/9783110733853
- Paradisec has multiple collections with Yele materials, including two collections of Arthur Cappell's materials (AC1, AC2).
- The World Atlas of Language Structures lists 44 typological features of "Yelî Dnye" based on from James Henderson's 1975 and 1995 grammars of the language. https://wals.info/languoid/lect/wals_code_yel